# Estela Barnes de Carlotto

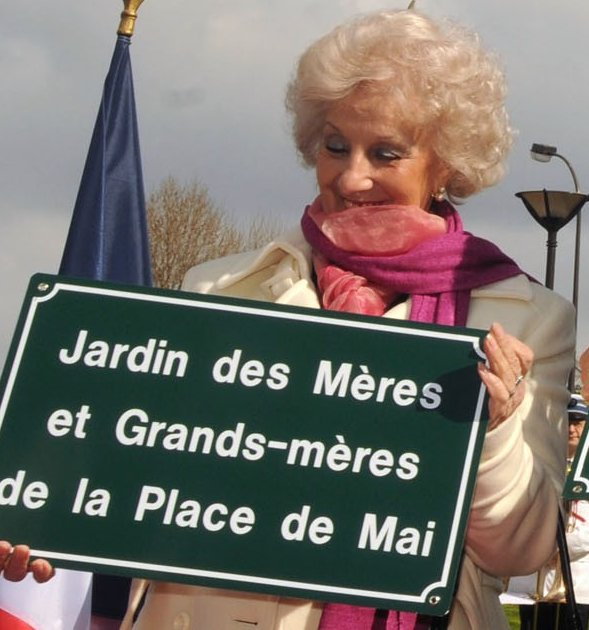
Estela Barnes de Carlotto.

Estela Barnes de Carlotto (Buenos Aires, 22 ottobre 1930) è una docente, politica e attivista argentina impegnata nella ricerca dei desaparecidos e presidente dell'associazione Nonne di Plaza de Mayo.

## Biografia

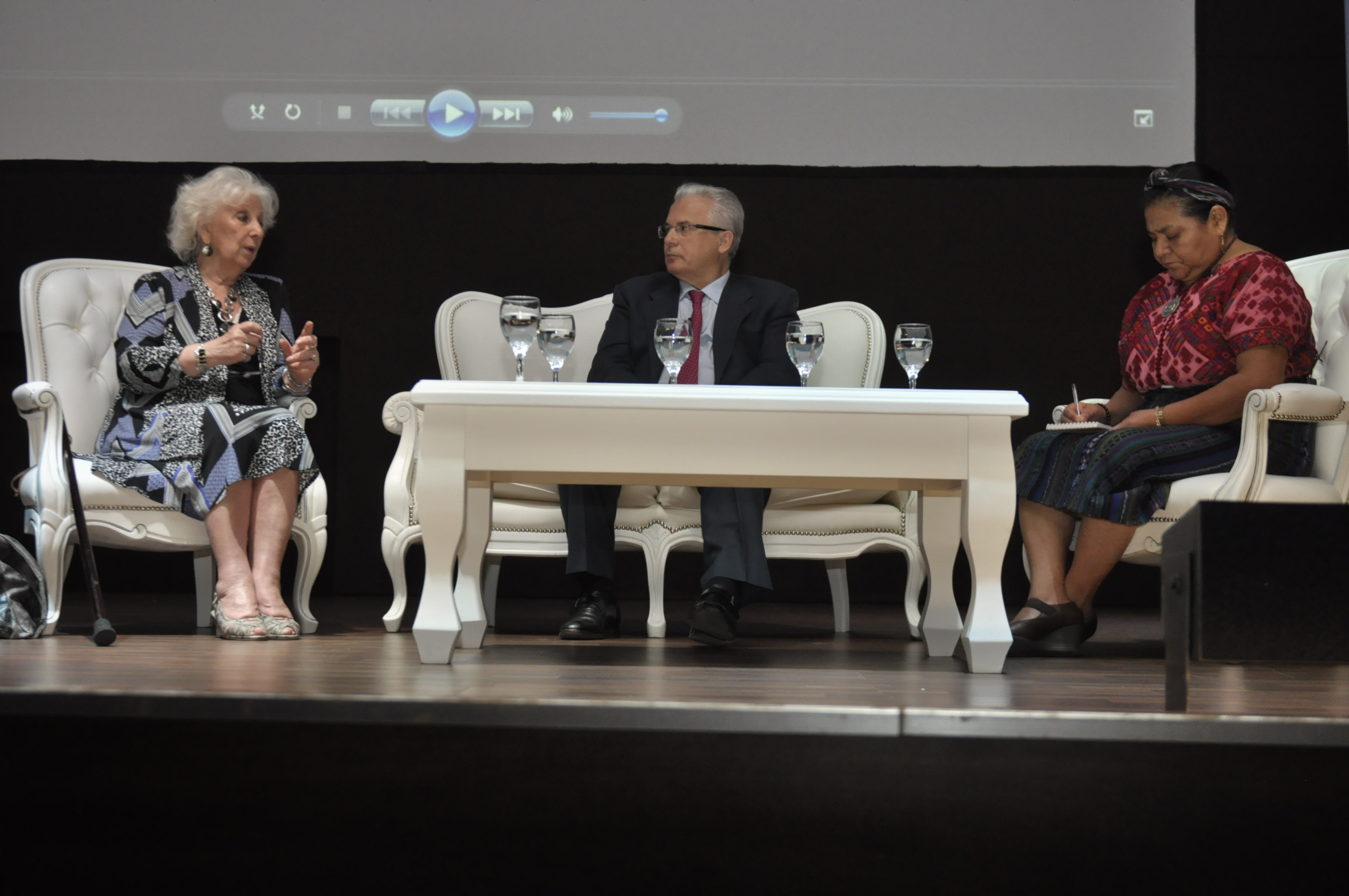
Estela Barnes de Carlotto, Baltasar Garzón e Rigoberta Menchú alla UMET (Università Metropolitana per l'Educazione ed il Lavoro)

Estela Barnes de Carlotto è un'attivista argentina per i diritti umani presidente dell'associazione Nonne di Plaza de Mayo. Una delle sue figlie, Laura Estela Carlotto, fu rapita e fatta sparire mentre era in attesa di un figlio quando si trovava a Buenos Aires, verso la fine del 1977, dopo il colpo di Stato dell'anno precedente.
Estela Barnes riuscì a scoprire che sua figlia in seguito aveva dato alla luce un maschio, che questo era stato adottato e che la sua vera identità era stata nascosta. Dopo una ricerca durata trentasei anni, il 5 agosto 2014, in seguito ad un controllo attraverso il DNA, suo nipote venne identificato. Divenne così un altro dei nipoti recuperati dopo quei fatti tragici.

## Riconoscimenti
Barnes de Carlotto ha ricevuto numerosi riconoscimenti per il suo lavoro con le nonne della Plaza de Mayo, tra questi il Premio dell'Alto commissariato delle Nazioni Unite per i diritti umani nel 2003 e il Premio per la pace di Félix Houphouët-Boigny, assegnato dall'Unesco. Nel 2014 lei ed il nipote sono stati ricevuti in udienza da Papa Francesco. Il pontefice ha ricevuto in omaggio un foulard ricamato dalle abuelas, le nonne di Plaza de Mayo.

### Lauree honoris causa
Nel 2011 ha ricevuto la Laurea honoris causa dall'Università Nazionale di La Plata per il suo impegno a favore del rispetto dei diritti umani e per l'attività svolta per restituire alle famiglie di origine tutti i bambini sequestrati e fatti sparire dalla dittatura militare. Numerose altre università hanno reso omaggio con analoghi provvedimenti Estela Barnes, tra queste l'Università di Buenos Aires, l'Università autonoma di Barcellona e l'Università della Repubblica. Nel 2024 ha ricevuto la Laurea Honoris Causa in Lingue e letterature per la didattica e la traduzione dall'Università degli Studi di Roma Tre.

### Il film
Nel 2011 è stato girato un film, Verdades verdaderas, la vida de Estela, su Estela Barnes de Carlotto e la lotta che lei ha condotto per trovare la verità sui figli dei desaparecidos. Il ruolo di Estela è stato interpretato dall'attrice argentina Susú Pecoraro.